# ويلينغتون تيم
ويلينغتون تيم (بالبرتغالية: Wellington Gonzaga de Assis Filho) هو لاعب كرة قدم برازيلي، ولد في 5 يونيو 2001.

## وصلات خارجية
- ويلينغتون تيم على موقع Soccerway.com (الإنجليزية)